# Focke-Achgelis

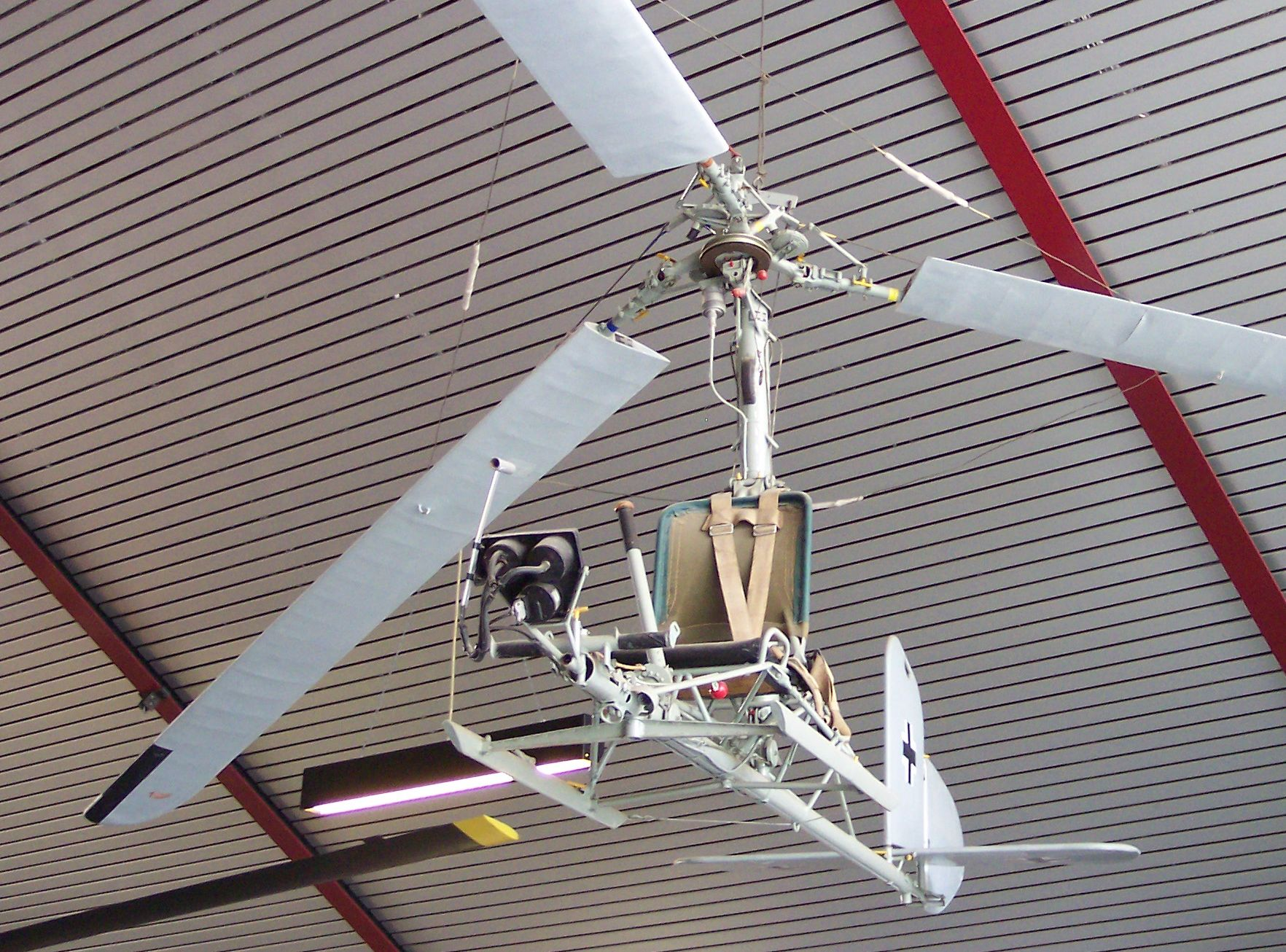
Focke-Achgelis Fa 330 z 1943 r.

Focke-Achgelis und Co. G.m.b.H. – niemiecka firma, która projektowała, produkowała i badała śmigłowce założona w 1937 przez konstruktora Hanricha Focke oraz znanego pilota akrobacyjnego Gerda Achgelisa.

## Historia
W 1923 roku profesor Henrich Focke wraz z Georgiem Wulfem założył zakłady lotnicze Focke-Wulf Flugzeugbau AG w Bremie. Po kilku latach współpracy Focke postanowił się usamodzielnić i wraz z grupą inżynierów opuścił zakłady w Bremie i w 1937 wraz z Gerdem Achgelisem utworzył Focke-Achgelis z siedzibą w Delmenhorst.
Po potężnym nalocie alianckich bombowców w 1942 na zakłady Focke-Achgelis w Delmenhorst postanowiono przenieść je w bezpieczniejsze miejsce. Nową siedzibą firmy stało się miasteczko Laupheim, leżące w Szwabskiej Jurze.

## Śmigłowce Focke-Achgelis
- Focke-Achgelis Fa 223
- Focke-Achgelis Fa 225
- Focke-Achgelis Fa 266
- Focke-Achgelis Fa 269
- Focke-Achgelis Fa 284
- Focke-Achgelis Fa 325
- Focke-Achgelis Fa 330
- Focke-Achgelis Fa 336